# Săpunari (okręg Ardżesz)
Săpunari – wieś w Rumunii, w okręgu Ardżesz, w gminie Morărești. W 2011 roku liczyła 334 mieszkańców.